# Olší, Brno-venkov
Olší là một làng thuộc huyện Brno-venkov, vùng Jihomoravský, Cộng hòa Séc.